# Avishai Geller
Avishai Geller (* 21. Mai 1979 in Palo Alto, Kalifornien) ist ein US-amerikanisch-israelischer Eishockeyspieler, der den Großteil seiner Karriere beim HC Bat Yam in der israelischen Eishockeyliga spielte und derzeit für die Cholon Ninjas auf dem Eis steht.

## Karriere
Avishai Geller spielte zunächst in der Hochschulmannschaft des Massachusetts Institute of Technology in der American Collegiate Hockey Association. Anschließend ging er zu den Anchorage Aces, die damals in der West Coast Hockey League spielten. 2005 wechselte Geller nach Israel und spielte beim HC Bat Yam. Mit der Mannschaft von der Mittelmeerküste wurde er 2010 und 2012 israelischer Vizemeister. Seit 2018 spielt er für den Ligakonkurrenten Cholon Ninjas.

### International
Erst nach seinem Wechsel nach Israel begann Geller auch für die dortige Nationalmannschaft zu spielen. Sein Debüt gab er bei der Weltmeisterschaft 2006, als die Israelis erstmals in der Division I spielten. Die Mannschaft war dort allerdings überfordert und stieg ohne Punktgewinn und mit 3:47 Toren wieder ab. So spielte Geller 2007, 2008 und 2009 in der Division II. Nachdem das Team 2010 ohne Geller aus der Division II abgestiegen war, gelang mit ihm bei der Weltmeisterschaft 2011 der sofortige Wiederaufstieg in die Division II, in der er auch 2012, 2013, 2014 und 2019 für seine Farben auf dem Eis stand. Von 2011 bis 2014 war er bei Weltmeisterschaften Kapitän der israelischen Auswahl.
Geller nahm zudem am Vorqualifikationsturnier für die Olympischen Winterspiele 2014 in Sotschi teil, schied mit seiner Mannschaft beim Turnier in Zagreb aber ohne Punktgewinn aus.

## Erfolge und Auszeichnungen
- 2011 Aufstieg in die Division II bei der Weltmeisterschaft, Division III
- 2013 Aufstieg in die Division II, Gruppe A, bei der Weltmeisterschaft der Division II, Gruppe B
- 2019 Aufstieg in die Division II, Gruppe A bei der Weltmeisterschaft der Division II, Gruppe B